# Feltspade
En feltspade (Linnemannske Spade) er et en lille spade, designet til brug i militære styrker. Den er lille nok til at hver mand kan have en på sig. Ofte kan en feltspade foldes sammen, eller endda omdannes til en hakke. Feltspader anvendes til at grave skyttehuller, skyttegrave, fylde sandsække eller grave latriner. De anvendes også af campister, vandrere og andre der har brug for en spade, der er nem at have med sig.
Under 1. verdenskrig blev feltspaden også brugt som nærkampsvåben i skyttegravene. Den viste sig at være yderst velegnet, da den i modsætning til bajonetten ikke kom i klemme i modpartens krop eller på anden måde.
| Militær | Spire Denne artikel om militær er en spire som bør udbygges. Du er velkommen til at hjælpe Wikipedia ved at udvide den. |